# La Sista
Maidel Amador Canales (Loiza, Puerto Rico; 30 de diciembre de 1983), más conocida como La Sista, es una productora, compositora y cantante estadounidense. Es considerada una de las mejores voces femeninas dentro del género reguetón[cita requerida]

## Biografía
Comenzó en el mundo de la música a sus 14 años, siguiendo los pasos de su hermano y primo. Creció en una familia de músicos siendo su padre trompetista y su hermano cantante. A los 19 años participó en el 'reality show' "La Casa Under", donde logró ganar la segunda posición de la competencia que buscaba a la nueva estrella del género del reggueton. 
Luego de su destacada participación en la competencia, La Sista comenzó a trazar lo que sería su nuevo camino en el de la música, llamando la atención de muchos lo que se concretizó en recibir oportunidades profesionales para trabajar con distintos exponentes del género. 
Su primera canción fue en una participación junto al reconocido cantante Eddie Dee en el tema Ahora Es Que Es publicado en 2005. Del mismo modo, ha participado en los discos Contra todos de DJ Blaster, "The Show Mistake", "El mundo es nuestro", "La Calle", "Los Mero Mero" y "Los Cocorocos". tales como Residente, Ñejo y en las producciones musicales de famosos como Domingo Quiñones, Jerry Rivera, Andy Montañez y Anaís. Del mismo modo, ha participado en los discos Contra todos de DJ Blaster, "The Show Mistake", "El mundo es nuestro", "La Calle", "Los Mero Mero" y "Los Cocorocos".
Su trabajo discográfico "Majestad Negroide", fue su primer disco como solista. La adversidad la inspiró y luego de una pausa de dos años regresa mostrando un estilo “fresh” sin perder su escancia.

## Artículos
En una entrevista realizada a la revista Rolling Stone, mencionó sobre los casos de racismo y de machismo que siguen ocurriendo en varias discográficas, junto a Ivy Queen destacaron la figura inicial de Tego Calderón de vocalizar aquellas injusticias.
https://www.rollingstone.com/music/music-latin/reggaeton-black-history-ivy-queen-la-sista-tego-calderon-952508/
Apareció #37 en la lista de Las 100 mejores canciones de reguetón de todos los tiempos de la revista Rollingstone.
https://www.rollingstone.com/music/music-lists/best-reggaeton-songs-1234579826/

## Discografía
Álbumes de estudio
- 2006: Majestad Negroide